# Stare Drawsko

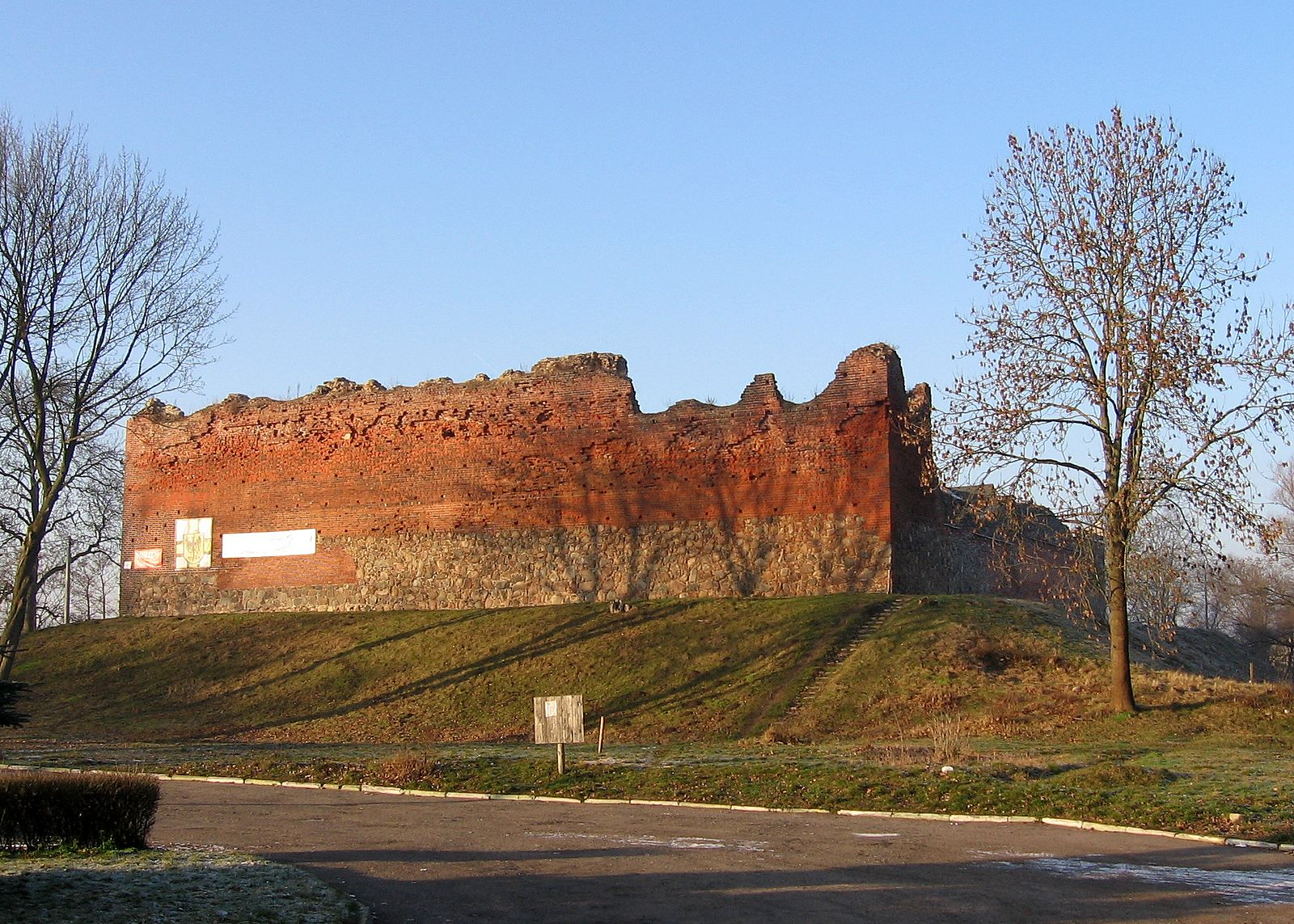
Ruiny zamku Drahim

Stare Drawsko d. Drahim (niem. Alt Draheim) – wieś sołecka w Polsce, położona w województwie zachodniopomorskim, w powiecie drawskim, w gminie Czaplinek. W latach 1975−1998 miejscowość administracyjnie należała do województwa koszalińskiego. W roku 2007 wieś liczyła 124 mieszkańców.

## Geografia
Wieś leży ok. 5,5 km na północ od Czaplinka, przy drodze wojewódzkiej nr 163, pomiędzy miejscowością Połczyn-Zdrój a Czaplinkiem, na przesmyku między jeziorami Drawsko i Żerdno, nad łączącą je rzeką Drawą.

## Historia

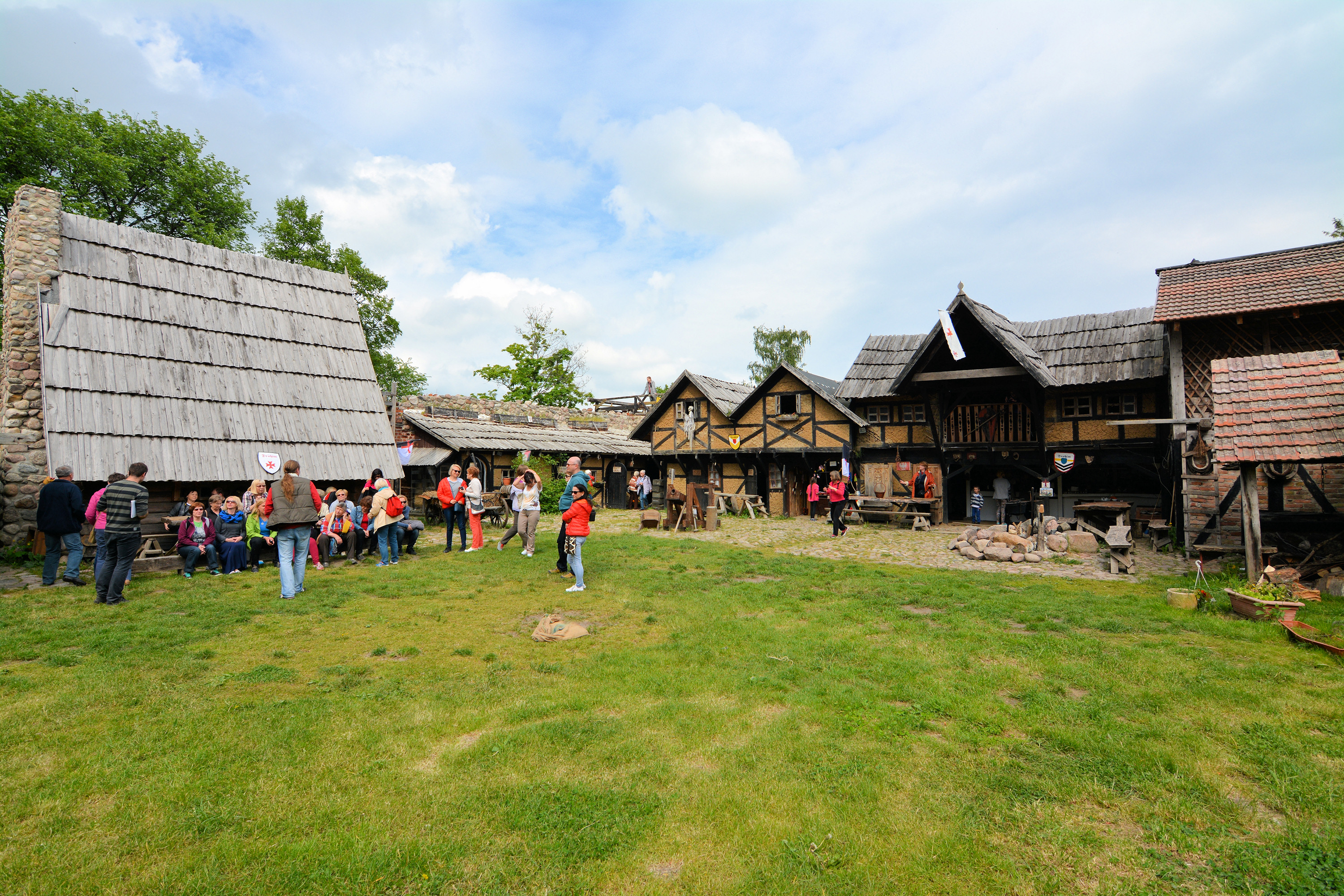
Dziedziniec zamkowy

Miejscowość pierwotnie związana była z Wielkopolską oraz przejściowo z Pomorzem. Ma metrykę średniowieczną i istnieje co najmniej od początku XIV wieku. Wymieniona w dokumencie z 1368 Draheym, w latach 1402-08 Drageheym, 1407 Trageheym, 1408 Drahem, 1411 Tragheim, 1415 Draheyn, 1416 Dragheim, 1420 Drahen, 1426 Draim, Drahyn, 1433 Traheim, 1438 Drahym, 1444 Drachim, 1509 Dragym, Draym, 1521 Dereym, 1944 Alt Draheim.
Teren miejscowości zasiedlony był jednak wcześniej niż zachowane historyczne zapisy. Na Półwyspie Drawskim znajduje się grodzisko – pozostałość słowiańskiego grodu datowanego na VIII-XII wiek.
Osada położona była na pograniczu Pomorza i Wielkopolski, na szlaku solnym łączącym Wielkopolskę z Kołobrzegiem, terenie częstych walk pomiędzy Polską a zakonem krzyżackim oraz Brandenburgią. W XIV-XVI wieku Stare Drawsko było siedzibą polskiego, niegrodowego starostwa drahimskiego. Jego północna granica pokrywała się z granicą pomiędzy Wielkopolską i Pomorzem, a zachodnia pokrywała się z granicą Wielkopolski z Nową Marchią.
W XIV wieku zakon joannitów wybudował tu zamek, w 1366 Kazimierz Wielki włączył te tereny do Polski i rozbudował zamek. W 1368 Wierzbięta starosta generalny Wielkopolski w imieniu Kazimierza Wielkiego zawarł porozumienie z przedstawicielami Ottona margrabiego brandenburskiego. Według umowy Kazimierz Wielki oddał margrabiemu zamek Hus oraz miasto Recz (niem. Retz) na Pomorzu, w zamian Otto dał królowi komandorię joannitów z Tempelburgiem (obecnie Czaplinek) wraz z Drawskiem. W 1426 król Polski Władysław Jagiełło zwiedził grody pograniczne Korony Królestwa Polskiego w Wielkopolsce, a wśród nich również Stare Drawsko i Wałcz.
Od 1407 do 1668 znajdowała się tu siedziba polskich starostów drahimskich starostwa niegrodowego. W 1563 miejscowość leżała w powiecie wałeckim w województwie poznańskim w Koronie Królestwa Polskiego i przynależała do parafii Czaplinek.

## Zabytki
Do wojewódzkiego rejestru zabytków wpisane są:
- ruiny zamku z XIV-XVII wieku. Miejsce, gdzie obecnie wznoszą się ruiny zamku było prawdopodobnie ok. VII wieku półwyspem nie połączonych wówczas jezior Drawsko i Żerdno. Walory obronne tego miejsca zostały wykorzystane przez ówczesnych mieszkańców tych ziem – słowiańskie plemię – na wybudowanie ziemno-drewnianego grodu, który w XII wieku został spalony podczas przemarszu wojsk Bolesława Krzywoustego. Następnie zamek był we władaniu templariuszy, potem, od końca XIII wieku, joannitów. Około 1360 r. ten ostatni zakon zbudował na miejscu dawnego grodziska słowiańskiego zamek – wtedy także istniała tu mennica fałszywych monet. W 1366 r. dobra nabył Kazimierz III Wielki i ustanowił tu starostwo, wznowione w 1407 i funkcjonujące do 1668. W 1657 roku oddane w zastaw Brandenburgii za 120 tysięcy talarów reńskich przez króla Jana Kazimierza. Wobec niewywiązania się ze spłaty należnych sum elektorowi brandenburskiemu Fryderykowi Wilhelmowi I, od 1668 r. w rękach brandenburskich. W 1726 roku sejm grodzieński uchwalił, by starostwo wykupiły województwo poznańskie i kaliskie, jednak zebrane sumy zostały roztrwonione przez ministrów króla Augusta II. Zamek znajduje się w ruinie od 1759 r., kiedy to został spalony przez wojska rosyjskie. Zamek Drahim udostępniony jest do zwiedzania; oprócz ruin można tu zobaczyć próbę rekonstrukcji życia w dawnym zamku; odbywają się tu też turnieje rycerskie.

inne zabytki:
- kościół filialny pw. Wszystkich Świętych neogotycki z 1869-1870. Jest to kościół rzymskokatolicki należący do parafii pw. św. Stanisława w Sikorach, dekanatu Barwice, diecezji koszalińsko-kołobrzeskiej, metropolii szczecińsko-kamieńskiej. Budynek zbudowany w dużej części z granitu uzyskanego z ruin zamku[7].

## Turystyka
Obecnie, ze względu na położenie, Stare Drawsko jest letniskiem Pojezierza Drawskiego: warunki do uprawiania wędkarstwa, sportów wodnych, spływy kajakowe rzeką Drawą, miejsca biwakowania, pola namiotowe, ośrodki wypoczynkowe, wokół tereny porośnięte lasami. Z platformy widokowej na wzgórzu „Spyczyna Góra” można podziwiać panoramę Pojezierza Drawskiego.

## Ciekawostka
Stare Drawsko pod nazwą Alt Draheim, występuje w kluczowym rozdziale drugowojennej epopei Łaskawe Jonathana Littella. W Starym Drawsku znajduje się rodowa posiadłość rodziny von Üxküll.